# Сон метелика (фільм, 2013)
«Сон метелика» (тур. Kelebeğin Rüyası) — турецький драматичний фільм, знятий Їлмазом Ердоганом. Прем'єра стрічки в Туреччині відбулась 22 лютого 2013 року, а в Україні — 18 липня 2016 року на Одеському міжнародному кінофестивалі. Фільм розповідає про двох поетів, які намагаються вижити у боротьбі проти класової системи та релігійних бар'єрів у Туреччині на початку 1940-х років.
«Сон метелика» був висунутий Туреччиною на премію «Оскар» за найкращий фільм іноземною мовою, але не був номінований.

## У ролях
- Ківанс Татлітуг — Музаффер Таїп Услу
- Мерт Фірат — Рюштю Онур
- Белчім Білгін — Сузан Озсой
- Фарах Зейнеп Абдуллах — Медіха Сессіз
- Їлмаз Ердоган — Бехчет Некатігіл

## Визнання
| Нагороди та номінації фільму «Сон метелика» | Нагороди та номінації фільму «Сон метелика» | Нагороди та номінації фільму «Сон метелика» | Нагороди та номінації фільму «Сон метелика» | Нагороди та номінації фільму «Сон метелика» | Нагороди та номінації фільму «Сон метелика» |
| Рік                                         | Кінопремія / Кінофестиваль                  | Категорія / Нагорода                        | Номінант                                    | Результат                                   |                                             |
| ------------------------------------------- | ------------------------------------------- | ------------------------------------------- | ------------------------------------------- | ------------------------------------------- | ------------------------------------------- |
| 2013                                        | Асоціація кінокритиків Туреччини            | Найкращий актор                             | Ківанс Татлітуг                             | Перемога                                    |                                             |
| 2013                                        | Асоціація кінокритиків Туреччини            | Найкраща акторка другого плану              | Фарах Зейнеп Абдулла                        | Перемога                                    |                                             |
| 2013                                        | Асоціація кінокритиків Туреччини            | Найкращий саундтрек                         | Рахман Алтін                                | Перемога                                    |                                             |
| 2013                                        | Асоціація кінокритиків Туреччини            | Найкращий оператор                          | Гекхан Тір'які                              | Перемога                                    |                                             |
| 2013                                        | Асоціація кінокритиків Туреччини            | Найкращий виробничий дизайн                 | Хакан Яркін                                 | Перемога                                    |                                             |